# パッラヴォーロ・パドヴァ
パッラヴォーロ・パドヴァ（Pallavolo Padova）は、イタリア・パドヴァを本拠地とする男子バレーボールクラブチーム。総称はトナッツォ・パドヴァ（Tonazzo Padova）。通称はパドヴァ。

## 名称
スポンサー名込みの総称および通称
- 2001-2002年　Sempre Volley Padova（パドヴァ）
- 2002-2005年　Edilbasso & Partner Padova（パドヴァ）
- 2005-2006年　Giotto Padova（パドヴァ）
- 2006-2009年　Antonveneta Padova（パドヴァ）
- 2009-2010年　Pallavolo Padova（パドヴァ）
- 2010-2011年　Phyto Performance Padova（パドヴァ）
- 2011-2012年　Fidia Padova（パドヴァ）
- 2012-2015年　Tonazzo Padova（パドヴァ）

## 歴史
1971年にペトラルカ・バレー（Petrarca Volley）として創設。1999年にセンプレ・バレー・パドヴァ（Sempre Volley Padova）を設立し、2009年にパッラヴォーロ・パドヴァへ改称した。
1981年、A2レギュラーシーズンで優勝し、セリエA1へ昇格するも、わずか2シーズンでA2へ降格。1984年にA1へ再昇格した。1990年にレギュラーシーズン4位でプレーオフ・セミファイナルへ進出した。
2009年、レギュラーシーズンを6勝20敗で終え、勝点差で最下位となり、25年ぶりにA2へ降格。2011年のA1昇格、2012年のA2降格を経て、2014年に再びA1へ昇格した。

## 主な成績
セリエA
- 優勝：なし

 コッパ・イタリア
- 優勝：なし

 CEVカップ
- 優勝：1994

## 歴代監督
- シルヴァーノ・プランディ
- フランチェスコ・ダッロリオ
- ブルーノ・バニョーリ
- ロレンツォ・ベルナルディ
- パオロ・モンタニャーニ
- ヴァレリオ・バルドヴィン

## 歴代所属選手
- フェルディナンド・デジョルジ
- ロレンツォ・ベルナルディ
- パオロ・トフォリ
- アレッサンドロ・フェイ
- バレリオ・ベルミリオ
- マルコ・メオーニ
- ダミアーノ・ピッピ
- ベンツィスラフ・シメオノフ
- ウラジミール・グルビッチ
- パベウ・ザグムニ
- アルカディウシュ・ゴアシュ
- ミハウ・クビアク
- フランツ・グランボルカ
- ミッコ・エスコ
- シモ＝ペッカ・オッリ
- ビョルン・アンドレ
- 越川優
- 石川祐希
- 高橋藍

## ユニフォーム
ホーム
- メインカラーのブラック。シャツネームと背番号はホワイト。

アウェイ
- サブカラーのホワイト。

リベロ
- レッド。シャツネームと背番号はホワイト。